# きりふり
きりふりは、東武鉄道が主に浅草駅 - 東武日光駅間を伊勢崎線および日光線経由で運行していた特別急行列車である。
本項では、東武日光線・鬼怒川線の旧急行・快速急行列車群の沿革についても扱う。

## 概要
2006年3月時点で伊勢崎線および日光線系統には「きりふり」・「ゆのさと」・「しもつけ」の3列車が急行列車として運行されていたが、同年のダイヤ改正ではこれらを特急列車に編入することとなった。しかし料金体系は急行時代と同様で、同じ特急の「けごん」よりも安価とされていた。
特急化の時点で「ゆのさと」は臨時列車となり、「きりふり」と「しもつけ」だけが本数を減らしながらも定期運行されていた。しかし後者は2020年に廃止となり、前者も2022年のダイヤ改正をもって定期列車が全廃された。
運行廃止後も、「きりふり」の列車名・料金設定は東武の旅客営業規則に残存していたが、2023年3月18日の特急料金改定に伴う改正で削除された。

## 運行概況
廃止時点では、土休日ダイヤで浅草駅 - 東武日光駅間に1往復、朝に春日部駅 → 浅草駅間、夕方に浅草駅 → 新栃木駅間にそれぞれ1本ずつが設定されていた。平日の設定はなかった。
2006年3月の特急化当初は大幅に運行形態が異なり、定期列車は夜間帯の浅草発南栗橋行きの1本のみであった。その後2013年3月に浅草発春日部行きも1本運行開始した。2017年3月に大再編されるまでのこの運行形態については#平日夜間運転の「きりふり」を参照。なお臨時列車では東武日光発着の昼行便も運行されており、午前の浅草発東武日光行と午後の東武日光発浅草行が多客期の土休日にそれぞれ2 - 3本運行されていた。

### 定期運行終了時の停車駅
浅草駅 - とうきょうスカイツリー駅 -（曳舟駅）- 北千住駅 - 春日部駅 - 栃木駅 - 新栃木駅 - 新鹿沼駅 - 下今市駅 - 東武日光駅
- 283号は浅草駅 → 新栃木駅間、82号は春日部駅 → 浅草駅間のみ運行。
- 曳舟駅は82号のみ停車。
- 上記のほか、「幸手桜まつり」に合わせて幸手駅に臨時停車することがあった[2]。

### 使用車両・編成
急行時代より300型もしくは350型で運行されていたが、定期運用終了時には350型のみの運行となっていた。

## 「きりふり」以前に廃止された列車

### だいや・おじか

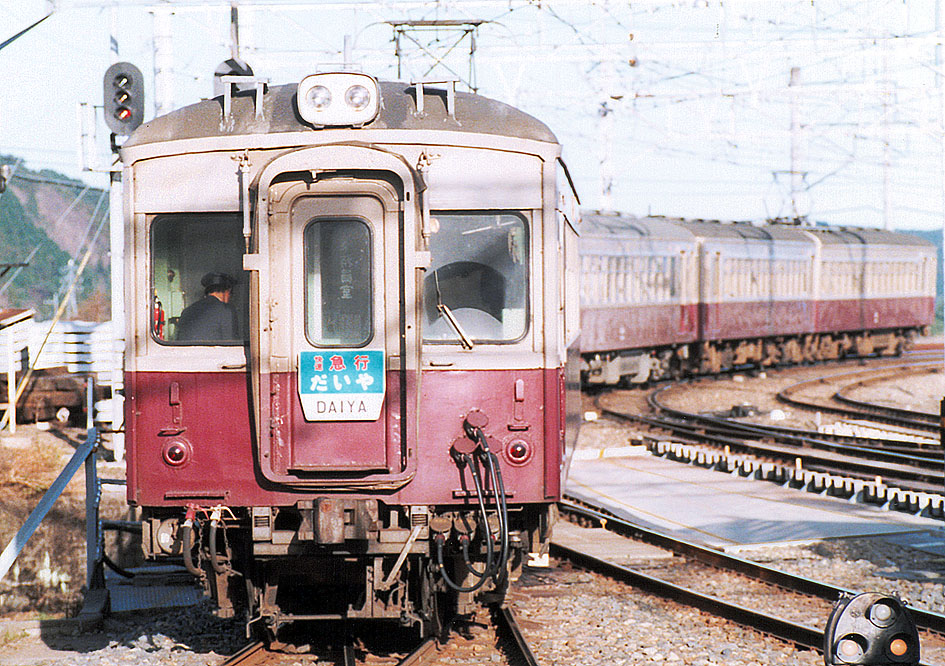
快速急行 「だいや」

「だいや」は浅草駅 - 東武日光駅間で、「おじか」は浅草駅 - 会津田島駅間で運行していた列車である。特急「けごん」・「きぬ」の補完列車として、特急専用車から格下げされた5700系電車や、快速用車両の6050系電車を使用して、快速急行列車、さらに前には急行列車として運行していた。300型・350型電車の運行開始に伴い、東武日光発着が「きりふり」、鬼怒川温泉発着が「ゆのさと」、会津田島発着が「南会津」にそれぞれ変更されたことにより1991年7月に廃止された。

### 南会津

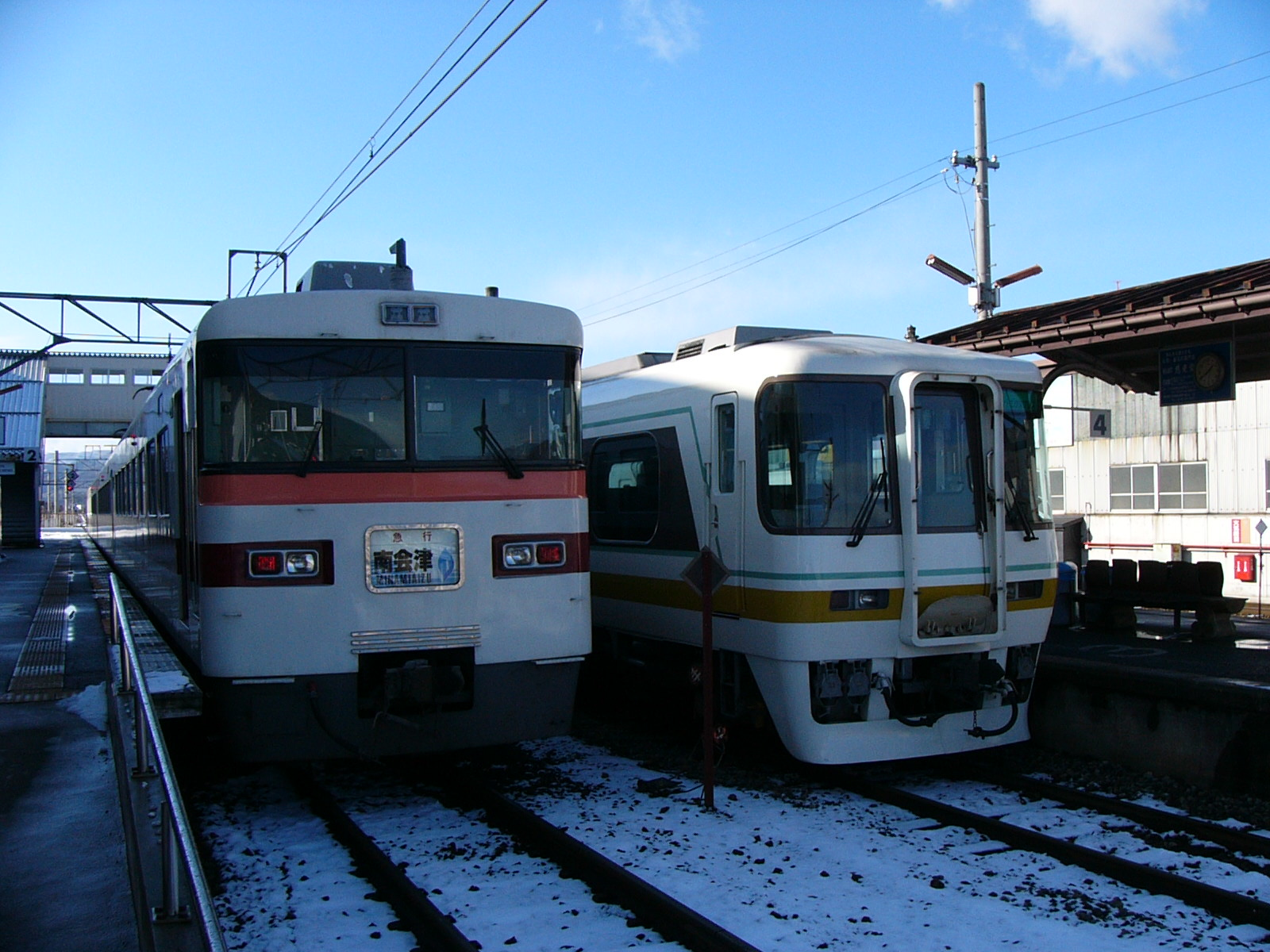
会津田島駅で並ぶ急行「南会津」と快速「AIZUマウントエクスプレス」

前述の「おじか」から改称された急行列車である。「きりふり」・「ゆのさと」と異なり特急化されずに廃止となった。
車両については、野岩鉄道線・会津線内の停車駅のホーム有効長の関係から、4両編成の350系が使用されていた。
2002年から会津鉄道キハ8500系による快速「AIZUマウントエクスプレス」が特急「きぬ」と会津若松駅方面との連絡列車として運行されるようになり「南会津」の運行本数は年々減少し、残った1往復も2005年3月1日のダイヤ改正で新藤原駅発着の「ゆのさと」と新藤原 - 会津田島間の快速列車に振り替えられたことで廃止となった。
2013年4月30日より、行楽シーズンの平日に臨時特急「スカイツリートレイン南会津号」が運行された。停車駅もかつての急行「南会津」を踏襲したものだが、新たにとうきょうスカイツリー駅が停車駅に加わったほか、川治温泉駅に代わって川治湯元駅に停車していた。その後、2017年4月21日のダイヤ改正での「リバティ会津」新設により、停車駅が異なるものの同区間での優等列車の定期運行が再開された。これと同時に「スカイツリートレイン南会津号」の運行が終了している。
廃止直前の停車駅（駅名は廃止当時のもの）
浅草駅 - 北千住駅 - 春日部駅 - 栃木駅 - 新栃木駅 - 新鹿沼駅 - 下今市駅 - 新高徳駅 - 鬼怒川温泉駅 - 鬼怒川公園駅 - 新藤原駅 - 川治温泉駅 - 湯西川温泉駅 - 上三依塩原駅 - 会津高原駅 - 会津田島駅

### ゆのさと

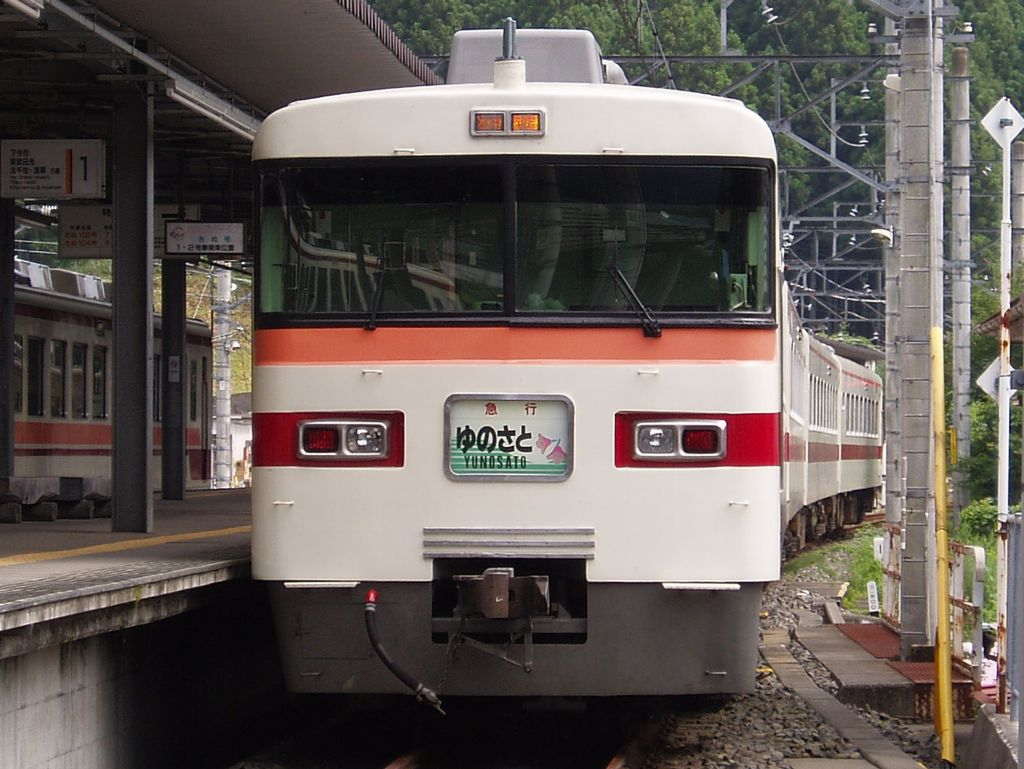
急行「ゆのさと」

前述の「おじか」から改称された列車で、当初は急行列車だったが2006年より特急列車となっていた。
使用車両は「きりふり」・「南会津」同様350型電車であった。
急行として運行開始するが、2006年3月18日のダイヤ改正で「ゆのさと」の定期列車は廃止。特急化されるとともに臨時列車となり、運転日が限定的となっていた。臨時列車の一部には定期特急「きぬがわ」を途中で待避する列車や下今市駅で鬼怒川方面の特急と接続する列車も存在していた。
2017年1月28日を最後に全く運行実績がなく、公式サイト上の特急料金表からも後に削除され、唯一残存していた東武の旅客営業規則からも2023年3月18日の改正で削除された。
廃止直前の停車駅
浅草駅 - とうきょうスカイツリー駅 - 北千住駅 - 春日部駅 - 栃木駅 - 新栃木駅 - 新鹿沼駅 - 下今市駅 - 新高徳駅 - 鬼怒川温泉駅

### 平日夜間運転の「きりふり」
2006年3月のダイヤ改正から2017年4月のダイヤ改正まで、定期列車は平日夜間運転の春日部行「きりふり283号」（2013年3月に運行開始）と南栗橋行「きりふり285号」のみであった。さらに2015年12月・2016年12月には臨時列車の浅草発運河行「きりふり」267号を夜間に運行した。これらの列車は300系が使用されていた。2017年（平成29年）4月21日のダイヤ改正できりふり283号・285号は廃止され、近距離運転の特急は「スカイツリーライナー」および野田線直通の「アーバンパークライナー」の運行へと変更された。なお、号数は廃止時のもので、ダイヤにより号数が異なっている。
「きりふり267号」は春日部駅でスイッチバックを行うため、春日部 - 運河間は6号車寄りが運河方面、1号車寄りが春日部方面となっていた。
春日部行・南栗橋行の廃止直前の停車駅
浅草駅 → とうきょうスカイツリー駅 → 北千住駅 → 春日部駅 → 東武動物公園駅 → 杉戸高野台駅 → 幸手駅 → 南栗橋駅

運河行の臨時運転時の停車駅
浅草駅 → とうきょうスカイツリー駅 → 北千住駅 → 春日部駅 →（野田線内各駅停車）→ 運河駅

## 東武日光線旧急行・快速急行列車沿革
- 1953年（昭和28年） - モハ5310形・クハ350形による有料急行列車の運行を開始。
- 1956年（昭和31年） - 特急用車両である5700系の一部を急行専用車両に格下げ、急行券を要する急行に使用されることとなる。同系列の急行用車両には車体に青帯を配したことから「青帯車」と称し、特急専用車両である1700系と5720系は白帯を配したことから「白帯車」と称された。
  - この急行の運転に伴い従来の日光線特急に要した「急行券」を「特別急行券」の名称に変更。また同時に有料急行にも愛称が付与され、日光線発着急行に「あかなぎ」・「なんたい」・「にょほう」、鬼怒川線発着急行に「いかり」・「ゆにし」・「りゅうおう」が使用された。
- 1964年（昭和39年） - 快速専用車両として6000系の運用を開始し、急行列車にも使用される。同時に座席指定席を快速の一部車両に導入。
- 1969年（昭和44年）3月21日 東武日光駅発着の急行列車名を「だいや」、鬼怒川公園駅発着の急行列車名「おじか」に統一。
- 1976年（昭和51年） - 「だいや」・「おじか」の列車種別を「急行」から「快速急行」へ変更。快速の座席指定席を廃止。
  - 「だいや」「おじか」には5700系・6000系が充当されており、同種別の伊勢崎線系統急行「りょうもう」専用1800系に比して、固定クロスシートで冷房装置がないなど、内装やサービスが落ちるため取られた措置である。また、同時に同じ車種を用いた「快速」の座席指定制を廃止し、「快速急行」を座席指定制列車に特化した。急行券も「快速急行」と種別を変更したことにより「快速急行券」と名称を変更する。ただ、ここでいう「快速急行」は、一般的な「快速急行」の種別の位置づけとは異なり、あくまでも急行と快速の中間種別という位置づけであり、急行の下位に位置していた。停車駅は下り列車が北千住通過である以外、2005年時点での有料急行停車駅と同等となっている[注 4]。
- 1985年（昭和60年） - 快速・快速急行用車両として冷房装置付きの6050系の使用を開始。
- 1988年（昭和63年）
  - 8月8日 - 定期列車から5700系が退役。
  - 8月9日 - 従来鬼怒川温泉駅・鬼怒川公園駅まで運行されていた快速急行「おじか」の内2往復を野岩鉄道会津鬼怒川線会津高原駅まで運行区間を延長[注 5]。
- 1990年（平成2年）10月12日 - 会津鉄道会津線一部区間の電化に伴い、会津高原駅発着の「おじか」を会津田島駅まで延伸[8]。
- 1991年（平成3年）7月21日 - 急行専用車両300型・350型（1800系からの改造）が就役。従来の快速急行を急行に種別変更した上で、間合い運用などで準急や普通列車にも使用していた6050系による運用を廃止し、300型・350型で運用することになった。同時に「だいや」・「おじか」の愛称名も以下のように変更され制度上も「りょうもう」と同じ距離制を採用した。ただし「快速急行」および「座席指定券」の制度自体は夜行列車「尾瀬夜行」・「スノーパル」など臨時列車での運用を前提として存置された。300系・350系とも1号車が禁煙車に指定される。
  1. 日光線内発着：「きりふり」
  2. 鬼怒川線内発着：「ゆのさと」
  3. 野岩鉄道・会津鉄道乗り入れ：「南会津」[注 6]
- 1993年（平成5年）4月1日 - 禁煙車が300型・350型とも1・2号車となる。
- 1994年（平成6年）7月21日 - 夜間に新栃木行「きりふり」281号を新設。「しもつけ」や「りょうもう」同様1990年（平成3年）9月に新設された「ビジネスライナー」に指定される。
- 1997年（平成9年）3月25日 - ダイヤ改正により以下のように変更する。
  1. 北千住駅に下り特急・急行全列車の停車を開始。
  2. 特急・急行の全列車が定期券で利用が可能となり「ビジネスライナー」指定を廃止。
  3. 新栃木行「きりふり」281号が201号に改番される。
- 1999年（平成11年）3月16日 - ダイヤ改正により「ゆのさと」下り2本・上り1本、「きりふり」上り1本が土曜日・休日運転となり、「南会津」275号が廃止となる。
- 2001年（平成13年）3月28日 - ダイヤ改正により上記の土休日運転の急行が廃止。また、夜間に運行していた新栃木行「きりふり」201号が東武日光行「けごん」に格上げされたのに伴い、定期急行は「しもつけ」と「南会津」のみとなる。
- 2003年（平成15年）3月19日  - ダイヤ改正により以下のように変更する。
  1. 「南会津」274号が廃止され、1日1往復の運行となる。
  2. 春日部駅の乗降口が駅員による特急券の確認のため300系は3号車と4号車の5号車寄り、350系は2号車の1号車寄りと3号車のドアに限定される。
  3. 車掌用携帯端末機の導入に伴い、車内での検札が省略になる。
  4. 浅草駅の特急・急行ホームにインフォメーションカウンターを設置。乗車の際、ここで特急券等を拝見する。
- 2005年（平成17年）
  - 3月1日 - ダイヤ改正により以下のように変更する。

  1. 「南会津」が廃止される[4]。それに伴い東武線内のみ運行の「ゆのさと」に変更され、新藤原駅で会津田島発着の列車に連絡するダイヤとなった[4]。
  2. 禁煙車が300系は1 - 5号車、350系は1 - 3号車までとなる[9]。

  - 7月 - 新栃木行きりふり241号の運行が金曜日限定で約2年ぶりに再開される。
- 2006年（平成18年）3月18日 - ダイヤ改正に伴い以下のように変更する。
  1. 東武線内での列車種別の見直しに伴い、前日までの有料急行「しもつけ」・「ゆのさと」・「きりふり」を特急に格上げ。同日より急行は無料列車の種別名となり快速の下位種別となる。
  2. 「ゆのさと」の定期列車が廃止される。
  3. 平日夜間に南栗橋行きりふり283号を新設。東武動物公園駅・杉戸高野台駅・幸手駅・南栗橋駅に停車開始。この列車に限り春日部駅以北から乗車する場合は特例で特急料金を不要とし、春日部駅では全てのドアが開く。
- 2007年（平成19年）3月18日 - 全列車・全車両が禁煙となる[10]。
- 2009年（平成21年）8月29日 - 東武トラベル主催の団体専用列車として「懐かしの南会津号」を4年ぶりに復活運転。急行ではなく特急扱いで運転。
- 2012年（平成24年）
  - 3月17日 - 臨時「きりふり」・「ゆのさと」の上りのみとうきょうスカイツリー駅（業平橋駅から改称）に停車。
  - 6月2日 - 臨時「ゆのさと」下りの一部がとうきょうスカイツリー駅に停車。
- 2013年（平成25年）3月16日 - ダイヤ改正により以下のように変更[11]。
  1. とうきょうスカイツリー駅に停車開始。
  2. 平日夜間に春日部行きりふり283号を新設。それに伴い南栗橋行は285号に変更される。
- 2014年（平成26年）6月6日 - 6月から8月までの毎週金曜日に新栃木行 臨時「きりふり」269号を増発[12]。その後、2015年も運行されている。
- 2015年（平成27年）
  - 9月10日 - 日光線・鬼怒川線の一部区間不通による特急列車の運行休止に伴い、同列車も運行休止。
  - 9月14日 - きりふりのみ運転再開[13]。
  - 9月18日 - 全列車で運転再開[14][15]。
  - 12月4日 - 野田線・運河行臨時きりふり267号を運行（同月11日・18日・22日にも運行）[7]。野田線内の乗車には特急料金不要。
- 2017年（平成29年）
  - 4月1日 - 幸手桜まつりの開催に合わせて、幸手駅に臨時きりふりが上り2本・下り1本臨時停車（同月2・8・9日にも臨時停車）[16]。
  - 4月20日 - 「きりふり」283号・285号の運行取り止め、および300系電車の運行終了[17]。
  - 4月21日 - 春日部および南栗橋発着の「きりふり」を「スカイツリーライナー」に変更し、土休日に浅草 - 東武日光間を運行する「きりふり」を新設[18]。
- 2018年（平成30年）3月31日 - 幸手駅に「きりふり」上下各1本が臨時停車（4月1・7・8日にも臨時停車）[19]。2019年も3月30日・31日、4月6・7日に幸手駅の臨時停車を実施。
- 2020年（令和2年）6月6日 - 「きりふり」を1往復増便[20]。
- 2022年（令和4年）3月6日 - 「きりふり」の定期運行最終日[21]。同月12日実施のダイヤ改正での定期ダイヤの設定廃止による。

## 列車名の由来
（五十音順）
- 「あかなぎ」 - 栃木県日光市の「赤薙山」にちなむ。
- 「いかり」 - 日光市の「五十里ダム」にちなむ。
- 「おじか」 - 「男鹿川」・「男鹿高原」にちなむ。
- 「きりふり」 - 日光国立公園の「霧降の滝」・「霧降高原」にちなむ。
- 「だいや」 - 鬼怒川支流で中禅寺湖から流出する「大谷川」（だいやがわ）にちなむ。
- 「なんたい」 - 日光市の「男体山」にちなむ。
- 「にょほう」 - 日光市の「女峰山」にちなむ。
- 「南会津」 - 目的地の地名「南会津郡」から。
- 「ゆにし」 - 日光市の「湯西川温泉」にちなむ。
- 「ゆのさと」 - 温泉地帯、すなわち「湯のいずる里」へ向かうことから。
- 「りゅうおう」 - 日光市の「龍王峡」にちなむ。